# Pacyfikacja wsi Lipniak-Majorat
Pacyfikacja wsi Lipniak-Majorat – zbrodnia wojenna popełniona przez okupantów niemieckich latem 1944 roku.
2 września 1944 żołnierze Wehrmachtu spacyfikowali Lipniak-Majorat w gminie Długosiodło, mordując 448 osób – mieszkańców wsi oraz koczujących w pobliżu uchodźców z sąsiednich miejscowości. W gronie ofiar znalazło się wiele kobiet i dzieci. Zbrodni dokonano w odwecie za akcje bojowe przeprowadzone przez oddziały Armii Krajowej z Puszczy Białej. Była to jedna z najkrwawszych akcji pacyfikacyjnych przeprowadzonych przez Niemców w okupowanej Polsce.

## Bitwa pod Pecynką

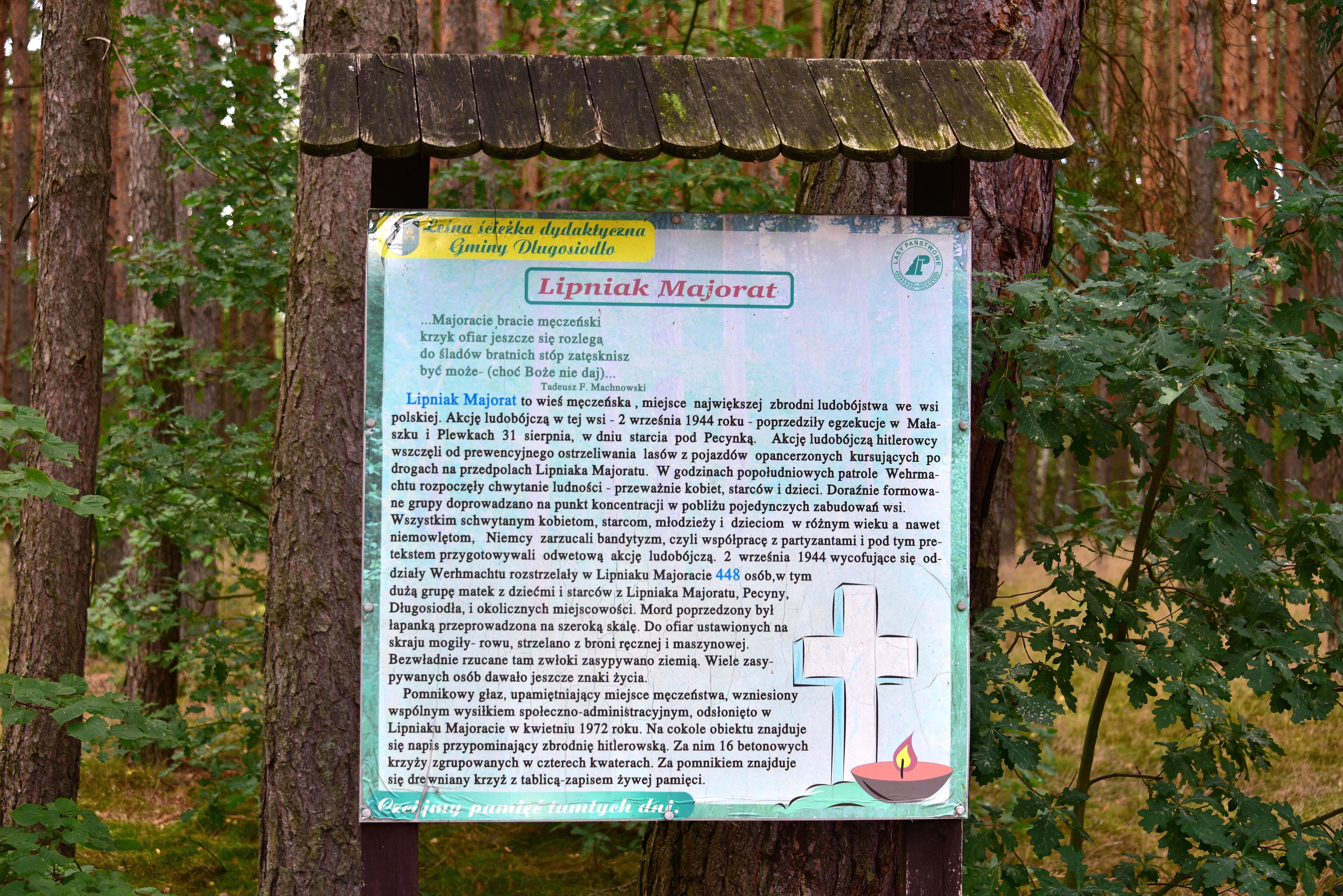
Lipniak-Majorat. Tablica informacyjna w miejscu upamiętnienia

Latem 1944 roku większość funkcjonariuszy niemieckiego aparatu okupacyjnego opuściła tereny powiatu ostrowskiego w obawie przed zbliżającą się Armią Czerwoną. Placówki Gestapo pozostały jedynie w Ostrowi Mazowieckiej i Małkini. Na tereny powiatu napłynęły natomiast liczne jednostki frontowe – oddziały Wehrmachtu oraz rozmaite formacje kolaboracyjne. Znalazło się tam także wielu uchodźców z Białorusi, którzy dysponując bronią i amunicją dawali się mocno we znaki miejscowej ludności, dopuszczając się licznych rabunków i gwałtów. Mieszkańców okolicznych wsi nagminnie zmuszano także do pracy przy budowie niemieckich umocnień na linii Bugu i Narwi.
Na terenach powiatu ostrowskiego działały struktury Armii Krajowej, których oparciem była przede wszystkim Puszcza Biała. Pod koniec lipca 1944 nastąpiła mobilizacja Obwodu AK „Ostrów Mazowiecka”, co było bezpośrednio związane z rozpoczęciem Akcji „Burza” na terenach Obszaru Warszawskiego AK. Miejscowe struktury konspiracyjne przekształcono wówczas w III batalion 13. pułku piechoty AK, na którego czele stanął major Antoni Jahołkowski ps. „Brzeski”. Począwszy od pierwszych dni sierpnia oddziały AK prowadziły aktywne działania bojowe w rejonie Puszczy Białej, dokonując aktów dywersji oraz urządzając zasadzki na wycofujące się w kierunku zachodnim oddziały nieprzyjaciela. III batalion zdołał uniknąć rozbicia podczas dwóch obław przeprowadzonych przez Niemców w pierwszej połowie sierpnia.
28 sierpnia kompania porucznika Alfreda Wieczorka ps. „Tatar” przeprowadziła uderzenie na pozycje wroga w rejonie Grębki–Ruda–Jarząbka–Choiny. Polskie natarcie zostało wsparte ogniem sowieckiej artylerii. Za cenę utraty 8 zabitych i rannych oddział AK zmusił Niemców do odwrotu, zadając im przy tym straty w ludziach. Już następnego dnia nieprzyjaciel rozpoczął jednak zakrojoną na szeroką skalę obławę. Niemiecka piechota wsparta bronią pancerną zepchnęła partyzantów w głąb lasów. Zacięte walki, szczególnie w rejonie Pecynki, trwały do 31 sierpnia. Poległo wówczas ok. 150 żołnierzy AK, a wielu innych odniosło rany. Zginął także sowiecki oficer łącznikowy. III batalion 13. pułku piechoty AK został de facto rozbity, a ocalali żołnierze w niewielkich grupkach próbowali wyrwać się z okrążenia. Bitwa pod Pecynką była jedną z największych bitew partyzanckich, stoczonych przez oddziały AK podczas okupacji niemieckiej.

## Przebieg akcji pacyfikacyjnej

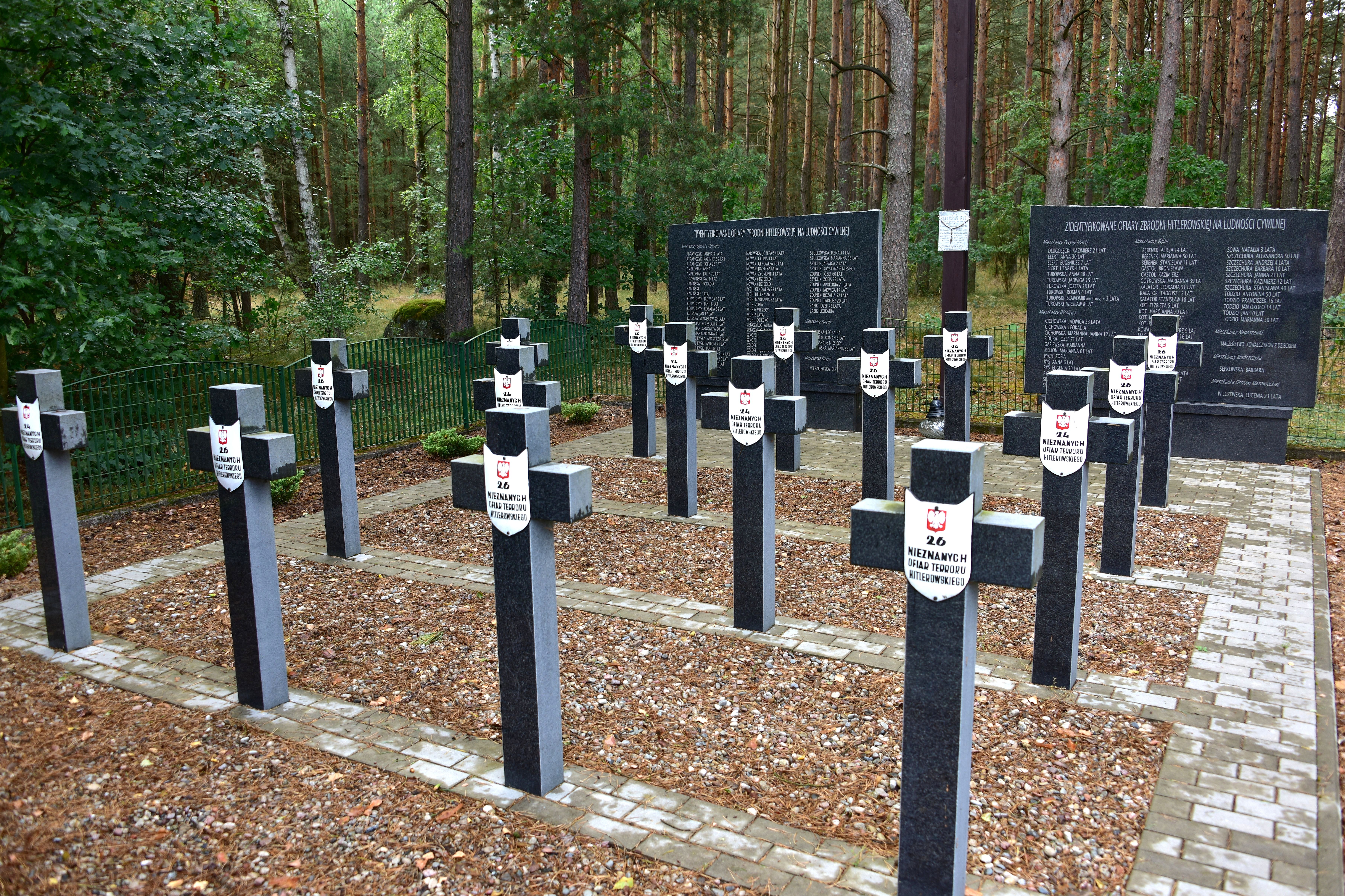
Zbiorowe mogiły kryjące szczątki ofiar pacyfikacji

Po zakończeniu bitwy Niemcy postanowili zemścić się na ludności cywilnej. Brutalne akcje represyjne dotknęły w pierwszym rzędzie mieszkańców gminy Długosiodło oraz uchodźców z sąsiednich miejscowości, koczujących w Puszczy Białej. 31 sierpnia na śródleśnym gościńcu w pobliżu Małaszka rozstrzelano co najmniej 30 osób cywilnych. Tego samego dnia w pobliskich Plewkach Niemcy zamordowali 11 osób.
Miejscem największej zbrodni stał się jednak Lipniak-Majorat, w pobliżu którego skupiło się szczególnie wielu uchodźców uciekających przed działaniami wojennymi. 2 września w godzinach porannych wieś została ostrzelana przez niemieckie wozy opancerzone. Kilka godzin później przez Lipniak-Majorat oraz pobliskie pola i zagajniki przeszła niemiecka obława. Patrole Wehrmachtu przeszukały okolicę, spędzając wszystkich schwytanych Polaków do kilku wybranych zabudowań na terenie wsi. Niemcy działali pośpiesznie, gdyż obawiali się rychłego nadejścia wojsk sowieckich. Zatrzymanym cywilom zarzucono współpracę z partyzantami, po czym rozpoczęto systematyczną masakrę. Większość mieszkańców wsi rozstrzelano ogniem broni maszynowej nad trzema zbiorowymi mogiłami. Na pobliskich polach i zagajnikach miały także miejsce egzekucje pojedynczych osób lub niewielkich grup cywilów. Tego dnia w Lipniaku-Majoracie Niemcy mordowali bez względu na płeć i wiek każdego schwytanego Polaka. Ginęły nierzadko całe rodziny. Część rannych zakopano żywcem w zbiorowych mogiłach. Z zeznań świadków wynika, iż miały także miejsce przypadki bestialskiego mordowania małych dzieci poprzez rozbijanie ich główek o pnie drzew.
Jeszcze tego samego dnia tereny gminy Długosiodło zostały opanowane przez Armię Czerwoną. Rozpoczęły się ekshumacje zamordowanych, których w następnych dniach pogrzebano na cmentarzach w Długosiodle, Broku, Sterdyni i Sokołowie Podlaskim. Wśród miejscowej ludności krążyły pogłoski, iż sowieccy żołnierze wzięli do niewoli oficera Wehrmachtu kierującego masakrą w Lipniaku-Majoracie. Miano znaleźć przy nim wykaz wsi z gminy Długosiodło – w dalszej kolejności przeznaczonych do pacyfikacji.

## Ofiary

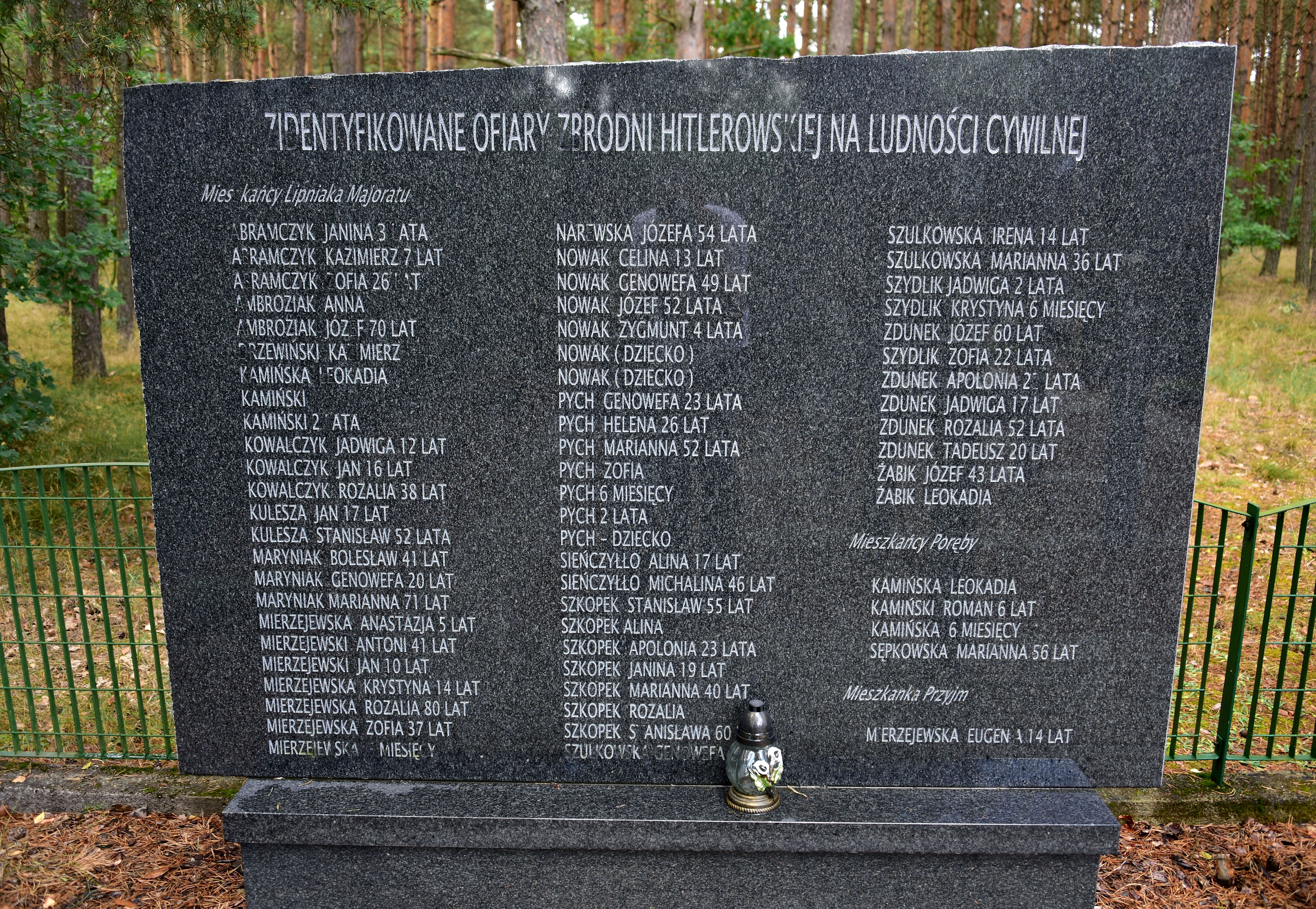
Jedna z dwóch tablic z nazwiskami ofiar pacyfikacji

Na podstawie ekshumacji przeprowadzonych w okresie powojennym ustalono, że 2 września 1944 roku w Lipniaku-Majoracie zostało zamordowanych 448 Polaków. Historykom udało się zidentyfikować nazwiska 129 ofiar – w tym 15 mężczyzn, 59 kobiet oraz 55 dzieci i nieletnich poniżej 18. roku życia.
W gronie zidentyfikowanych ofiar znalazło się 61 mieszkańców Lipniaka-Majoratu, 36 mieszkańców Bojan, 12 mieszkańców Wiśniewa, 10 mieszkańców Nowej Pecyny oraz 10 mieszkańców innych miejscowości. Większość ofiar pacyfikacji pozostaje anonimowa.
W niektórych publikacjach można znaleźć informację, iż liczba ofiar pacyfikacji Lipniaka-Majoratu wyniosła 370 osób. Jest ona oparta na nieprecyzyjnych szacunkach, sporządzonych wkrótce po zakończeniu wojny przez Główną Komisję Badania Zbrodni Niemieckich w Polsce.

## Pamięć
W kwietniu 1972 na jednej ze zbiorowych mogił w Lipniaku-Majoracie odsłonięto pamiątkowy głaz, na którego cokole znalazł się napis: „W hołdzie zamordowanym 2.IX.1944 r. 400 mieszkańcom okolic, ofiarom hitlerowskiego barbarzyństwa. Cześć ich pamięci”. Obok pomnika ustawiono 16 betonowych krzyży zgromadzonych w czterech kwaterach. Na każdym znajduje się napis: „26 nieznanych ofiar terroru hitlerowskiego”.